# Heimdal (lotsbåt)
Heimdal är en lotsbåt, som byggdes 1932 på Ringens varv i Marstrand som lotsbåt nr 57 till Ängholmens lotsstation. 
Efter lotsstationen på Ängholmen flyttades Heimdal till Långedrag och därefter 1957 på Vinga lotsstation till 1969.
År 1969 köptes Heimdal av en privat ägare fartyget. Hon är k-märkt sedan 2010.